# Pentaneura okadai
Pentaneura okadai är en tvåvingeart som först beskrevs av Tokunaga 1938.  Pentaneura okadai ingår i släktet Pentaneura och familjen fjädermyggor. Inga underarter finns listade i Catalogue of Life.